# Bettola
Bettola (en el dialecto de Piacenza, La Bëttla o Béttula) es un municipio situado en la provincia de Piacenza, en Emilia-Romaña, Italia. Tiene una población estimada, a fines de junio de 2022, de 2586 habitantes.
Según algunas fuentes, Bettola es la ciudad de origen del navegante Cristóbal Colón, razón por la cual en el centro de plaza se encuentra una estatua dedicada al célebre descubridor de América.  

## Geografía
Está situado en el centro del Val Nure, entre Ponte dell'Olio y Farini. 
El arroyo Nure divide la ciudad en dos distritos, San Giovanni y San Bernardino, originalmente municipios independientes. 
La ciudad fue fundada oficialmente en 1805, tras la reorganización administrativa de los territorios de la República Cisalpina ordenada por Napoleón Bonaparte. 

## Historia
La localidad de Bettola se había desarrollado desde mediados del siglo XV como un punto de parada en la ruta que unía Piacenza y Génova. El topónimo, que en italiano es un sinónimo de "taberna", recuerda el lugar de descanso para los que recorrían el itinerario en ambos sentidos. 
A finales de la Edad Media, Bettola fue la sede de la denominada "Magnífica Universidad de Val Nure", una institución comunitaria reconocida por el Duque de Milán Filippo Maria Visconti en 1441 que reunía a las poblaciones de Val Nure y algunos valles vecinos, incluidos 38 municipios. Este instituto, que sobrevivió hasta la época napoleónica, fue combatido durante siglos por la familia noble Nicelli, que, en razón de sus extensas posesiones en la zona, operaba para el mantenimiento de un poder feudal más tradicional. 
En 1496 la noticia de la supuesta aparición de la Virgen a una pastora en un árbol de roble dio origen a un fuerte culto popular en la zona. 
En el siglo XX, Bettola fue un importante centro de comercio agrícola para todo el Val Nure alto y medio, con la organización de ferias y mercados, hecho atestiguado por la amplitud de la plaza Cristóbal Colón. 
Durante la Segunda Guerra Mundial, en el ámbito de la resistencia partisana, varios grupos de rebeldes se formaron en las zonas de montañas en torno a Bettola, llegando incluso a crear durante 4 meses a partir de julio de 1944 una "república libre de Bettola", sede del comando unificado de la zona XIII de la resistencia.

## Demografía
| Gráfica de evolución demográfica de Bettola entre 1861 y 2022 |
|                                                               |
| Fuente: ISTAT - Elaboración gráfica de Wikipedia              |